# Stíny zapomenutých předků (kniha)
Stíny zapomenutých předků (ukrajinsky Тіні забутих предків, Tini zabutych predkiv) jsou krátký román ukrajinského spisovatele Mychajla Kocjubynského z roku 1912. Dílo je někdy označováno také za baladu, románovou báji nebo novelu. Autorův vytříbený lyrický a impresionistický styl silně ovlivnil další ukrajinské spisovatele. V roce 1964 byl podle románu natočen stejnojmenný film, který zaujal svou vizuální bohatostí a stal se uznávanou součástí mezinárodního filmového kánonu.
Příběh knihy se odehrává v prostředí huculských vesnic a horských pastvin v Karpatech na jihozápadě Ukrajiny a představuje tradiční svět pastevců, svérázných obyčejů a víry v nadpřirozené bytosti, jako jsou čerti, divoženky nebo veselý Čuhajstyr. Hlavní hrdina, Ivan Palijčuk, je od dětství snivý a často vídá nadpřirozené tvory. Zamiluje se do dívky Maričky ze znepřátelené rodiny, ta se však nešťastnou náhodou utopí. Po uplynutí sedmi let se mladý muž rozhodne pojmout za manželku bohatou Palahnu, s níž vede hospodářství a které ponechává volnou ruku ve vztazích s jinými. Palahnin vztah s čarodějníkem Jurou nicméně i tak vyvrcholí ve rvačku a ve snahu milenců zbavit se Ivana magickými prostředky. Ivan nakonec v noci zaslechne volání Maričky a vydává se za ní, i když tuší, že ve skutečnosti jej mámí divoženka, a zemře pádem do rokle. Rozloučení s mrtvým pak v koloběhu života přerůstá v nezřízené veselí horalů.

## Okolnosti napsání

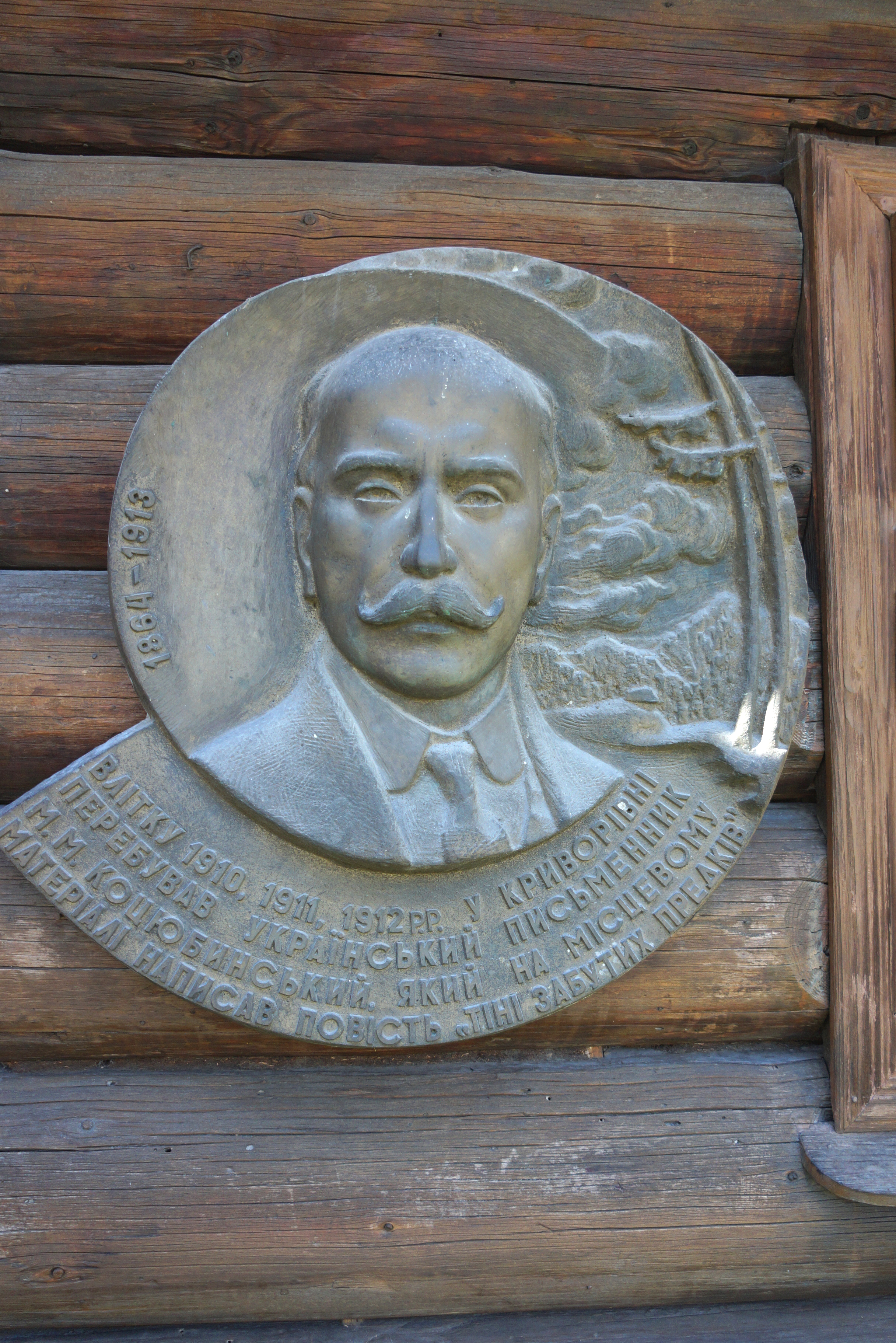
Pamětní deska Kocjubynského v Kryvorivni

Mychajl Kocjubynskyj dílo sepsal na základě dojmů ze svých pobytů v ukrajinských Karpatech, kde „hledal úlevu svému nemocnému tělu“. Poprvé oblast Huculska poznal v roce 1910, když společně s folkloristou Volodymyrem Hnaťukem navštívil vesnici Kryvorivňa. Do obce se pak vrátil i následujícího roku. Stíny zapomenutých předků nicméně název vsi nezmiňují, přestože odkazuje na blízký hřbet Ihrec, a místo děje může představovat libovolnou horskou vesnici. Spojení Kryvorivni s příběhem bylo později zajištěno především filmovým zpracováním, které se ve vesnici točilo a ve kterém její jméno přímo zazní.

## Děj
Děj se točí kolem huculské rodiny Palijčukových, žijící na břehu Čeremoše. Jejich devatenácté a předposlední dítě, Ivan, vyrůstá do podivného a zasněného jinocha. Protože se ho jeho vlastní matka poněkud štítí, mnoho času tráví v lesích, kde se učí poznávat léčivé i jedovaté byliny a zvuky ptáků; dozvídá se také o nadpřirozených bytostech, jako jsou skřítkové, ruselky nebo Čuhajstyr. Jednoho dne se při pasení krav zatoulá a skutečně spatří lesního skřeta hrajícího na fujaru a naučí se jeho melodii.
Mezi rodinou Palijčukových a rodinou Huteňuků panuje dlouhodobé a tvrdé nepřátelství; Palijčukovi touží pomstít se za smrt syna Vasyla. Na cestě z pouti dojde ke střetu, do nějž se zapojí i Ivan. Pronásleduje Huteňukovu dceru Maričku a hodí jí pentle do řeky. Obě děti se však pak dají do řeči a dívka Ivanovi nabídne půlku svého cukrátka. Tato skutečnost na chlapce silně zapůsobí – více než smrt otce, který zemře na následky utržených zranění. Ivan a Marička pak spolu tráví čas během pastvy, hrají si a koupou se v potoce.

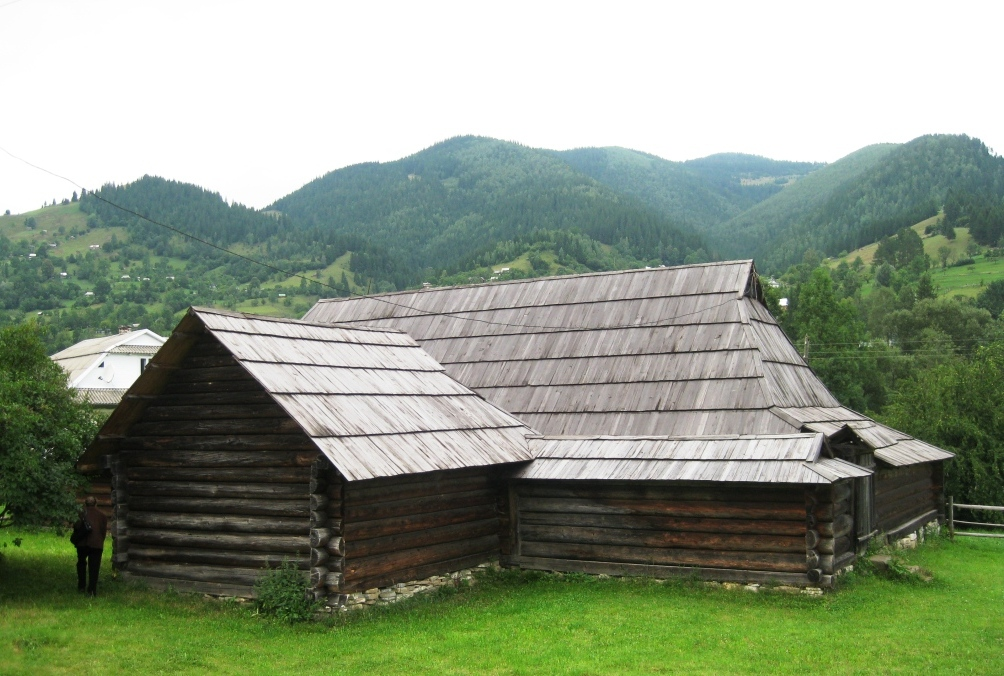
Huculské stavení v Kryvorivni

Když dospějí, vídají se již jen během nedělí a svátků. Ivan pro Maričku hraje na píšťalu a Marička zpívá lidové písně a písně, která sama skládá. Sňatku však stojí v cestě přetrvávající nepřátelství obou rodin a Ivan musí odejít do služby na Poloniny. V horské kolibě se připojí k ovčákům. Následují lyrické popisy zelených horských luk, úbočí a vrcholů, deště, ovčích stád. Ivan během pastvy pospává a sní o divožence v podobě Maričky, která jej svádí. Popisováno je dojení a výroba sýra, kdy bača „čaruje“. Za mlžného dne potom Ivan spatří další záhadnou bytost: vysokou bílou postavu, která pase jeleny a laně. Mezi ovčáky se Ivan seznámí se sirotkem Mykolou a poslouchá jeho pohádková a mytická vyprávění, mimo jiné o tom, jak Bůh na počátku světa chodil po vodě a seznámil se s Aridnykem, čertem či ďáblem, kterému stvořil ruce a nohy. Aridnyk na oplátku pomohl s vytvoření země; hory pak vznikly z hlíny, kterou si ukryl v ústech, když se potápěl – všechna moudrost a všechny divy, včetně ovcí či ohně, pocházejí podle Mykolova vyprávění od satana. V noci pak Ivana volá Mariččin hlas. Běží za ní tmou, ale nakonec usoudí, že je to patrně zase jen divoženka.
Když se na konci léta vrátí Ivan z Polonin domů, zjistí, že se Marička den předtím utopila v rozbouřeném Čeremoši. Ivan nalezne její tělo a pak na šest let zmizí pást ovce do Uher. Po návratu se ožení, vezme si Palahnu ze zámožného rodu, dobrou hospodyni, s níž se i nadále stará o stáda. Životy jim ztěžují sousedé čarodějníci, zejména úlisná Chyna, která se proměňuje v bílého psa, kus plátna či velkou žábu a napadá zvířata. I tak se však dvojici dobře daří, i když Ivan někdy stále myslí na Maričku. Manželé bohatnou a Palahna tloustne. Za štědrého dne provádí Ivan rituály, které mají zajistit, aby se dobytku dobře dařilo; dokonce zve na večeři čarodějnické mocnosti, jichž se bojí. S manželkou pak zvou ztracené duše formanů, dřevorubců a utopenců, kteří trpí v pekle, a má přitom dojem, že slyší Maričku. 

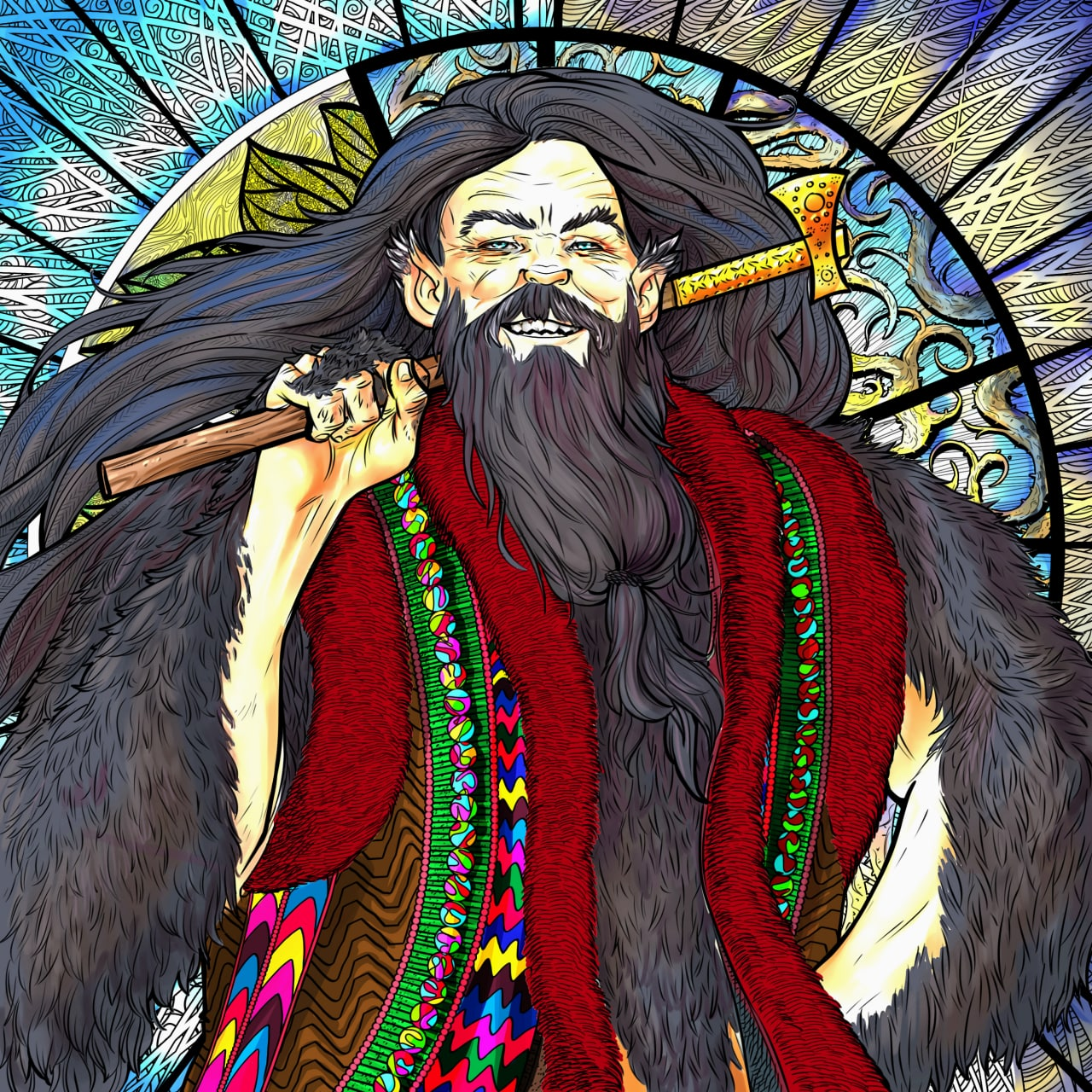
Lesní démon Čuhajster z huculského folkloru

Palahna se také věnuje čarování. Když nahá zaklíná zemi, zahlédne ji čarodějník Jura a začne se jí dvořit, žena si jej však nevšímá. Později změní názor a touží jej přijmout, ale Jura není k nalezení. Když posléze vypukne bouře nad Černou horou a blíží se krupobití, které hrozí zničit seno, Jura se přece jen objeví a svou magií mračna zastaví. Poté se s Palahnou stanou milenci. Ivan manželce ve vztahu nebrání, ale když Juru napadne Semen, Ivanův pobratim, vypukne rvačka, v níž se Ivan a Jura navzájem zraní sekerami. Ivan chřadne a podezřívá čarodějníka – a když spatří Juru s Palahnou, jak bodají do hliněné loutky, jeho podezření se potvrdí. Znovu zatouží po Maričce.
V noci k němu mrtvá skutečně přijde a odvede ho do smrčiny, kde vzpomínají na společné časy, Ivan však ví, že ve skutečnosti se prochází s divoženkou. Snaží se nezůstat vzadu, aby neviděl krvavý otvor, který mají divoženky v zádech. Na lesní mýtině dívka náhle zmizí mezi stromy. Ivan rozdělá oheň, ale místo Maričky přiláká veselého lesního ducha Čuhajstyra, nahého a porostlého chlupy, který loví divoženky. Ivan se snaží ducha zdržet, a dokonce je ochoten si s ním zatančit. Když se pak hrdina znovu vydá do lesa, zaslechne Mariččino volání; spěchá za ním a přitom se zřítí do propasti.
Mrtvého jej naleznou pastýři a provedou pohřební obřady. Palahna naříká u těla a přicházejí smuteční hosté, poklekají před nebožtíkem, zatímco se mrtvola rozkládá. Žal je přerušen nahlým vypuknutím veselé hry „na zajíce“ – ženy i muži si hledají cizí milence, které mohou políbit, a na mrtvého už nemyslí. Nakonec se ke hrám přidají i staří, lidé pobíhají po světnici a nebožtík s „tajemným úsměvem smrti“ nadskakuje na lavici, zatímco na prsou mu cinkají měďáky pro převoz duše a pod okny lkají fujary.

## Přijetí
Při příležitosti prvního vydání českého překladu v roce 1926 v nakladatelství Pokrok napsal Julius Dolanský v Lidových novinách, že text „nesporně patří ke skvostům slovanského písemnictví jak pro mistrnou kompozici svědčící o velikém a ukázněném umění zakladatele moderní prózy ukrajinské, tak pro nové a takřka neznámé obzory světa, jej po prvé v této formě dobývají literatuře a čtenářstvu“. Vyzdvihl také pohádkovost zasazení, přítomnost lesních žen, čarodějů a dalších bájných bytostí, kouzlo výročních huculských obyčejů a zvyklostí a nerozlučnou srostlost protagonisty s přírodou. Dílo doporučoval též Český deník a popsal je jako syté, barvité a obratně podávané, přičemž podle něj zaujme i svérázností a pohádkovostí. Také týdeník Zvon publikaci přivítal jako dílo syté, barvité a hudební, které představuje jednoduchou fabuli sloužící coby rámec představovaným sceneriím a huculskému životu plnému „mythické velikoleposti a pantheistického uchvácení“.
Galina Bínová charakterizovala dílo jako subtilní a lyrické zobrazení prvobytného horalského života, v němž se prolínají křesťanské a pohanské prvky a který je určován tragickým romantickým konfliktem mezi touhou po štěstí a syrovou skutečností. Za silné stránky díla označila krajinomalbu a důkladnou psychologickou kresbu, kterou umožňuje impresionistický styl. Podle ukrajinského kritika Mykoly Jevšana se román stal prvním opravdu uměleckým, hlubokým a jednotným předvedením huculského života a psychiky – svou šíří překonal všechny dosavadní snahy v tomto směru, jako byly texty zmiňující huculské reálie od Franka, Chotkevyče či Feďkovyče.

## Interpretace

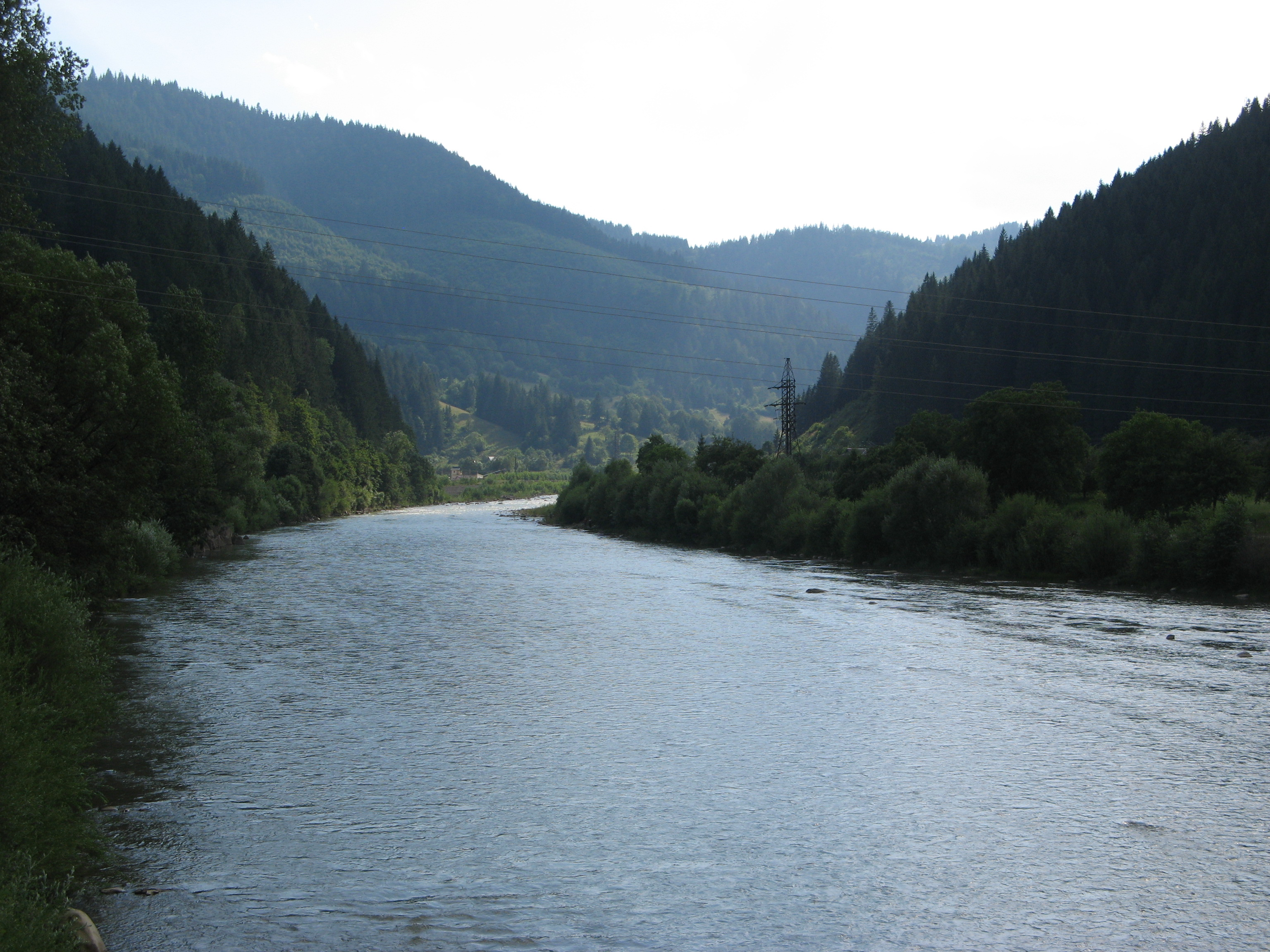
Řeka Čeremoš, v jejímž okolí se příběh odehrává

Adriana Amir nabízí tři roviny interpretace. První rovina je sociální, pracující se silným vlivem vesnického prostředí na lidské životy – vztah matky k synovi je ovlivněn její obavou, že je podstrčenec, společnost očekává pomstu za nevěru, i když ji manžel akceptuje, významnou roli hraje rodové nepřátelství mezi dvěma rodinami. Druhá rovina, psychologická, pracuje s vnitřním světem Ivana, který se od romantické lásky přesouvá k pragmatické volbě zdravé a bohaté Palahny, důležité jsou rovněž halucinační vize. Třetí, nejsilnější plán je mytologický – hrdinové se setkávají s démony a duchy, kteří stojí v centru huculského způsobu života a jsou vnímání jako běžná, reálná součást života.

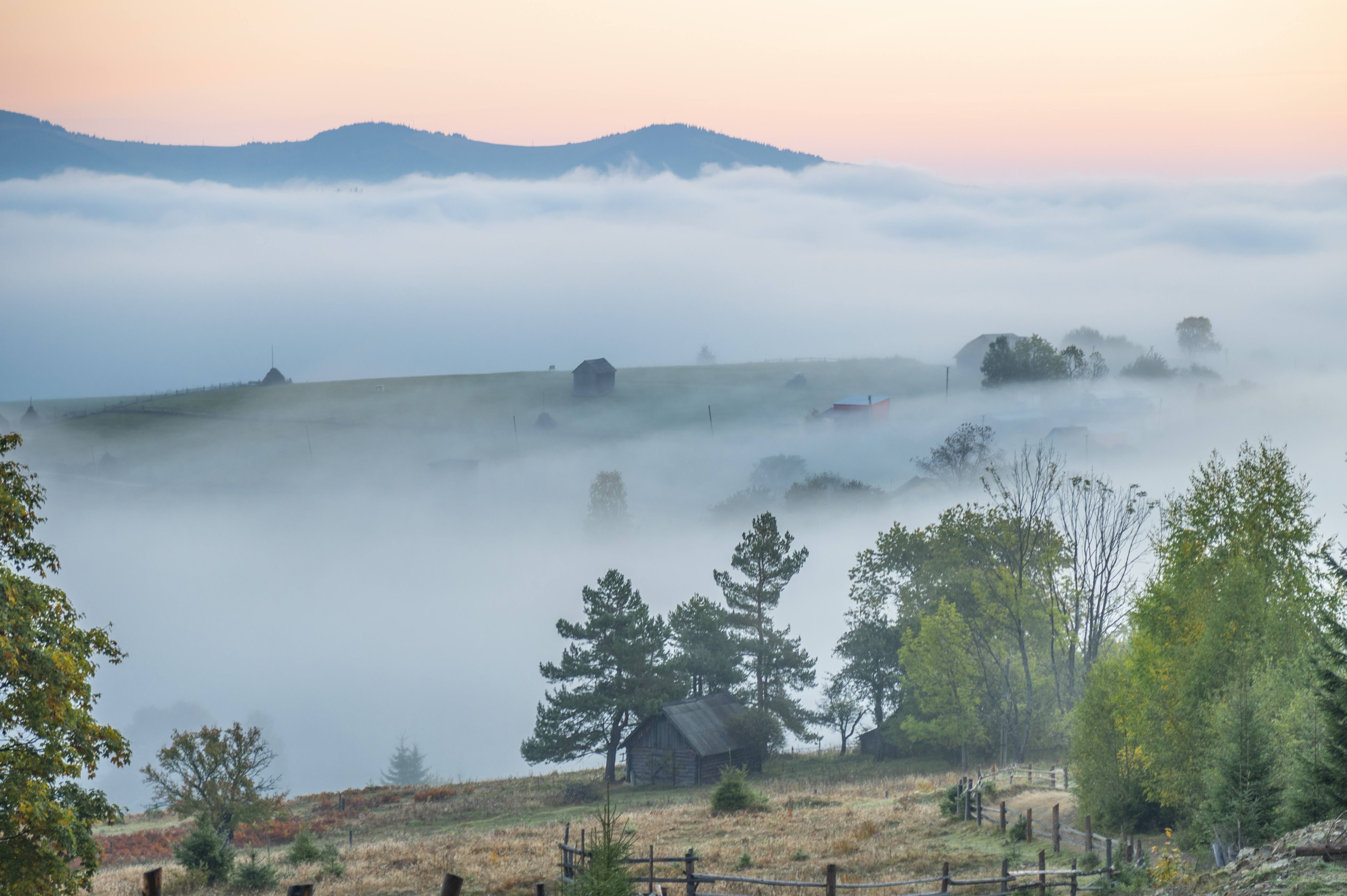
Krajina v Huculsku – Verchovynský národní park

Značná pozornost je věnována také světu nadpřirozených bytostí, je možné dokonce hovořit o všeprostupujícím „mytologismu“ díla, v němž se odráží složitý a bohatý vnitřní svět huculského etnika. Kromě bytostí, jako jsou Aridnyk (čert, zlý duch, ďas, satan), lisovyk (duch lesa, lešij), Čuhajstyr (chlupatý lesní duch lovící divoženky) či divoženky (lesní víly, mavky), se v textu objevují také polodémonické bytosti, jako je čarodějník Jura nebo čarodějnice Chyma, kterých se lidé bojí, ale zároveň si jich váží a potřebují je. Zobrazované čarodějnictví je postaveno na zásadách sympatetické magie, roli hraje například uhranutí nebo ubližování na dálku pomocí figurky. Pozornost je věnována také přechodovým rituálům, obzvláště působivá je scéna loučení se zemřelým na konci díla, kdy se přítomní chovají nevázaně, jako by byl mrtvý stále na živu a jen se vydával na cestu.
Bohan Rubčak zdůraznil, že „pastorální“ a sociologické aspekty vyprávění jsou sice založené na důkladném pozorování a výzkumu, slouží však především jako pozadí. Hlavním tématem je pak trojúhelník protikladných sil: básnické touhy po překračování horizontu bytí, která je ještě umocňována vnějším zdrojem inspirace, a skutečnými horizonty reálného světa, krutými a omezujícími. Esejista Volodymyr Jermolenko položil Stíny zapomenutých předků do souvislosti s Lesní písní od Lesji Ukrajinky. Obě díla vnesla do ukrajinské „stepní“ kultury prvek lesa, částečně v souvislosti s popularizací rostlinných motivů během epochy fin de siècle. Jakožto základní kameny moderní ukrajinské kultury tato dvě díla silně tematizují a připomínají starobylou lesní touhu po kořenech a staví ji proti stepní nomádské vykořeněnosti.

## Adaptace
V roce 1964 byla próza adaptovány do podoby stejnojmenného filmu, jejž natočil v prostředí ukrajinských Karpat arménský režisér Sergej Paradžanov. Hlavních rolí se zhostili Ivan Mikolajčuk a Larisa Kadočnikova. Film zaujal mezinárodní kritiku svou poetičností a značně neotřelým využitím filmového jazyka; dokázal využít folklórní bohatství, pracovat s kompozicí barev a organicky propojit poemu, dokument, operu a lidovou legendu. Stal se jedním z nejvýznamnějších ukrajinských filmů a součástí zlatého fondu světové kinematografie.

## Česká vydání
- Stíny zapomenutých předků, přeložil Vincenc Charvát. Praha: Pokrok, 1926. 87 s.
- Povídky, přeložil Rudolf Hůlka. Praha: Svoboda, 1951. 529 s.
- Stíny zapomenutých předků, přeložil Rudolf Hůlka. Praha: SNKLHU, 1954. 105 s.
- Stíny zapomenutých předků: výbor povídek a novel, vybrala a přeložila Alena Morávková. Praha: Vyšehrad, 1988. 195 s.